# 플라이 마이 라이프
《플라이 마이 라이프》(중국어: 老男孩, 병음: Lǎo nán hái 라오난하이[*], 한자음: 노남해, Old Boy 올드 보이[*])는 중국의 텔레비전 드라마이다.

## 소개
- 고집스러운 중년의 남자가 사십 세에 도달해 경험하는 사랑과 성장 이야기를 다룬 드라마

## 등장 인물
- 류예 - 우정 (吴争) 역
- 린이천 - 린샤오어우 (林小欧) 역
- 후셴쉬 (胡先煦) - 샤오한 역
- 레이자인 (雷佳音) - 스페이 (史非)역
- 궈수퉁 (郭姝彤) - 예쯔 (叶子)역
- 왕옌즈 (王妍之) - 페이원리 (费文丽) 역
- 리젠이 (李建义) - 리리췬 (李立群) 역
- 쩡리 (曾黎) - 샤오웨이 (萧薇) 역